# 유병덕 (공무원)
유병덕(兪炳德, 1932년 - 2000년 6월 20일)은 대한민국의 공무원, 정치인, 기업인이다. 법제처의 비서관과 감사원의 부국장과 국장을 역임했다. 그밖에 장학 사업과 사회 사업, 기업 활동을 하였다. 유길준의 손자이자 유만겸의 아들이며, 미군정 문교부장 유억겸의 조카이다. 본관은 기계(杞溪)이고, 자(字)는 우아(愚兒), 호(號)는 인재(仁齋)이다.

## 생애
유길준의 아들인 유만겸의 넷째 아들로 태어났다. 경기고등학교를 거쳐 서울대학교 문리대학을 졸업하였으며, 공무원이 되어 법제처 비서관 등을 역임하고 국방대학원을 수료하였다.
공직 재직 중 자신의 사재를 기부하여 1949년 부운장학회를 설립하였고, 유산은 문중에 기부하기도 했다. 이후 감사원 제3국 부국장을 거쳐 이사관으로 승진, 제1국장, 제4국장, 감사원 심의실장, 제1국 부국장 등을 역임하고 정년퇴직 후에는 건축업에 종사하다가 제일섬공업주식회사 대표이사 회장, 천록건축개발주식회사와 천록레저개발회사의 대표이사 회장을 역임하였다. 1984년부터 2000년에는 부운장학회 재단 이사장을 역임했다.

## 가족 관계
- 고조 할아버지 : 유치홍(兪致弘, 1800년 - ?)
  - 종증조 할아버지 : 유진태, 멕시코로 이민[1]
- 증조 할아버지 : 유진수(兪鎭壽, 1825년 - 1898년)
  - 종조 할아버지 : 유회준(兪會濬)
  - 종조 할아버지 : 유성준(兪星濬, 1860년 음력 9월 7일 ~ 1934년 양력 2월 27일)
- 할아버지 : 유길준(兪吉濬, 1856년 양력 11월 21일(음력 10월 24일) ~ 1914년 양력 9월 30일)
- 할머니 : 경주 김씨(慶州金氏, ? - 1874년), 할아버지 유길준의 본처
- 할머니 : 충주 이씨(忠州李氏, ? - ?), 아버지 유만겸, 삼촌 유억겸 형제의 생모
  - 삼촌 : 유억겸(兪億兼, 1896년 10월 23일 ~ 1947년 11월 8일)
  - 숙모 : 해평 윤씨
- 아버지 : 유만겸(兪萬兼, 1889년 7월 13일 ~ 1944년 12월 13일)
- 어머니 : 이름 미상, 함경남도의 중인 출신 - 아버지 유만겸의 정실 본처
- 어머니 : 파평 윤씨, 생모
  - 형 : 3명
- 부인 : ?
  - 아들 : 유석재(兪碩在)
  - 아들 : 유중재(兪重在)
  - 아들 : 유항재(兪恒在)

## 상훈 경력
- 홍조근정훈장

## 참조
1. ↑  상투 자른 외교관 유길준, 고교 입학 석 달 만에 영어회화 중앙선데이

## 같이 보기
| - 유길준 - 유성준 - 윤치호 - 유억겸 - 유만겸 - 유옥겸 - 유각경 - 윤덕영 | - 순정효황후 - 윤택영 - 윤홍섭 - 신흥우 - 이회창 - 이한기 |